# The Long Run (canção)
"The Long Run" é uma música escrita por Don Henley e Glenn Frey, gravada pela banda Eagles.
É o segundo single do álbum The Long Run.
Singles
| Ano  | Single         | Parada                | Posição |
| ---- | -------------- | --------------------- | ------- |
| 1980 | "The Long Run" | Billboard Pop Singles | 8       |